# 胡浩德
胡浩德（荷蘭語：Menno Goedhart，1947年—）是一位前荷蘭外交官。作為荷蘭貿易暨投資辦事處代表派駐台灣期間因為對台灣荷蘭統治時期歷史的研究，因此決定於退休後長住台灣進行文史研究，以及台灣和荷蘭經濟與文化交流工作，已獲得台灣永久居留權。2012年，台灣媒體報導，胡浩德已搬離台灣，遷至法國。

## 生平
胡浩德出生於荷蘭海牙。在荷蘭取得有機化學碩士學位以後曾在化學工廠工作。1979年進入荷蘭經濟部任職。曾經派駐巴黎六年。2002年到台灣擔任荷蘭貿易暨投資辦事處駐台代表。2010年8月退休，曾居於台南市新化區。2011年1月14日獲得台灣永久居留權，是繼前瑞典貿易暨投資委員會台北辦事處代表畢恆利（Bystroem Stig Henrik）之後，第二位獲得台灣永久居留權的前駐台外交官。曾擔任國立成功大學駐校學者，並負責籌設荷蘭遺跡台灣研究中心。

## 歷史研究
胡浩德駐台期間因為對台灣荷蘭統治時期的歷史相當感興趣，因此在公餘時走遍台灣各地尋訪荷蘭統治時代的遺跡。並且曾經探訪多個台灣原住民部落，以了解台灣原住民和荷蘭人的交流。

## 個人生活
胡浩德已婚，妻子是胡瑛莉（Ingrid Goedhart）。胡浩德夫婦曾一起住在台灣，現已離台，子女目前都居於法國。
胡浩德個人興趣是橋牌，曾入選荷蘭國家橋牌代表隊。
胡浩德現有屏東縣魯凱族部落長老身分，有魯凱族名「Daganau」。
2012年11月，已成為台南市榮譽市民的胡浩德悄悄搬離台灣，轉往法國。胡浩德的朋友說，胡浩德頗不能適應台灣「換人主事就換政策」的政治文化：台南市前任市長許添財頒發榮譽市民給他，繼任市長賴清德上任後從未與他碰面，賴清德每次找他代言都由承辦人員聯絡，他沒拿過酬勞，他覺得不被尊重；國立成功大學前任校長對他相關研究上的贊助承諾，換校長後也改變。
2012年11月14日，台南市議員邱莉莉說，目前外國人居留在台南市超過半年以上的人數35416人在五都中排名最末，許多榮譽市民都不受台南市政府重視，胡浩德的搬離只是冰山一角。同日，賴清德表示，胡浩德的搬離讓他深覺可惜，他也嘗試聯繫了解胡浩德是否有困難，他認為胡浩德對台南市政府應有誤解。同日，國立成功大學主任祕書陳進成表示，胡浩德擔任該校人文社會科學中心訪問學者時，因不熟悉報帳核銷程序，加上與承辦人員溝通不良，導致核銷單據多次被退件，埋下不愉快的種子；後改聘為三創中心研究員，但他婉拒上任，於是雙方的合作劃下休止符。

## 著作
- 《真情台灣——荷蘭駐台代表胡浩德的台灣遊記》，胡浩德、羅雪柔，玉山社，2010年4月，ISBN 9789866789762

## 榮譽
- 經濟專業獎章[7]
- 紫色大綬景星勳章
- 台南市榮譽市民[8]
- 高雄市榮譽市民、觀光大使[9]
- 行政院文化建設委員會文化親善大使[10]

## 外部連結
- 〈從代表荷蘭到代表台灣：「台灣先生」胡浩德[永久]〉，《台灣光華雜誌》，2010年7月
- 前荷代表定居台灣[永久]
- 〈台灣之美勝巴黎[]〉，《商業週刊》
- 〈全臺走透透 胡浩德追尋荷蘭祖先源頭[永久]〉，《閱讀台北》493期。